# Dandaca
Dandaca là một chi bướm đêm thuộc họ Noctuidae.